# Lézat (Jura)
Lézat est une ancienne commune française située dans le département du Jura en région Bourgogne-Franche-Comté.
Depuis le 1er janvier 2016, elle est intégrée à la nouvelle commune de Hauts de Bienne dont elle prend le statut de commune déléguée.

## Géographie
Lézat se situe à 17 km de Saint-Claude et à 12 km de Morez dans le Jura.

## Politique et administration

### Liste des maires jusque fin 2015
| Période           | Période           | Identité              | Étiquette | Qualité |
| ----------------- | ----------------- | --------------------- | --------- | ------- |
| mai 1936          | 28 mars 1971      | Adrien Baud           |           |         |
| 28 mars 1971      | 24 mars 1977      | André Labourier       |           |         |
| 24 mars 1977      | 13 septembre 1980 | Charles Blardonne     |           |         |
| 13 septembre 1980 | 15 mars 1983      | André Labourier       |           |         |
| 15 mars 1983      | 26 juin 1995      | Julien Robez-Masson   |           |         |
| 26 juin 1995      | 15 mars 2008      | Gérard Thévenin       |           |         |
| 15 mars 2008      | 31 décembre 2013  | Parissi Guy           |           |         |
| 1 janvier 2014    | 31 décembre 2015  | Éric Lamy Au Rousseau |           |         |

### Liste des maires de la commune déléguée
| Période      | Période  | Identité      | Étiquette | Qualité |
| ------------ | -------- | ------------- | --------- | ------- |
| janvier 2016 | En cours | Laurent Petit |           |         |

## Démographie
L'évolution du nombre d'habitants est connue à travers les recensements de la population effectués dans la commune depuis 1793. À partir du 1er janvier 2009, les populations légales des communes sont publiées annuellement dans le cadre d'un recensement qui repose désormais sur une collecte d'information annuelle, concernant successivement tous les territoires communaux au cours d'une période de cinq ans. 
Pour les communes de moins de 10 000 habitants, une enquête de recensement portant sur toute la population est réalisée tous les cinq ans, les populations légales des années intermédiaires étant quant à elles estimées par interpolation ou extrapolation. Pour la commune, le premier recensement exhaustif entrant dans le cadre du nouveau dispositif a été réalisé en 2007,.
En 2013, la commune comptait 180 habitants, en évolution de −4,76 % par rapport à 2008 (Jura : −0,23 %, France hors Mayotte : +2,49 %).
| 1793 | 1800 | 1806 | 1821 | 1831 | 1836 | 1841 | 1846 | 1851 |
| ---- | ---- | ---- | ---- | ---- | ---- | ---- | ---- | ---- |
| 315  | 228  | 240  | 354  | 342  | 347  | 310  | 306  | 310  |

| 1856 | 1861 | 1866 | 1872 | 1876 | 1881 | 1886 | 1891 | 1896 |
| ---- | ---- | ---- | ---- | ---- | ---- | ---- | ---- | ---- |
| 301  | 277  | 277  | 261  | 288  | 242  | 234  | 214  | 195  |

| 1901 | 1906 | 1911 | 1921 | 1926 | 1931 | 1936 | 1946 | 1954 |
| ---- | ---- | ---- | ---- | ---- | ---- | ---- | ---- | ---- |
| 188  | 383  | 192  | 129  | 104  | 98   | 115  | 118  | 105  |

| 1962 | 1968 | 1975 | 1982 | 1990 | 1999 | 2007 | 2012 | 2013 |
| ---- | ---- | ---- | ---- | ---- | ---- | ---- | ---- | ---- |
| 86   | 47   | 52   | 99   | 154  | 196  | 190  | 180  | 180  |

## Culture locale et patrimoine

### Lieux et monuments

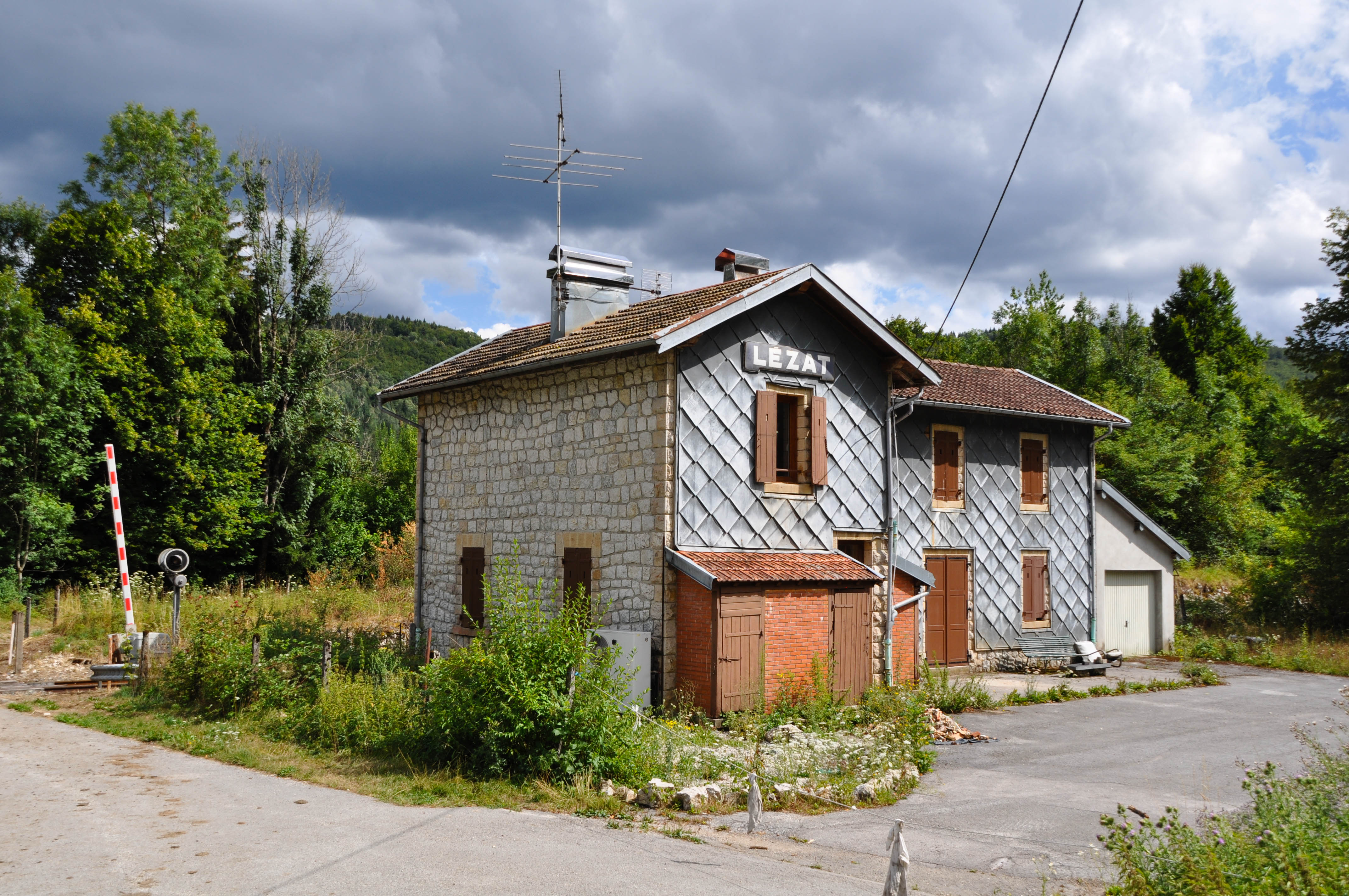
Gare de Lézat (fermée).

- Gare de Lézat.